# Morris CDSW
Il Morris CDSW era un trattore d'artiglieria con trazione 6×4 entrato in servizio con il British Army durante la metà degli anni trenta. La sigla CDSW indicava un modello (C) con doppio assale posteriore (D) dotato di motore a sei cilindri (S) e di verricello (W).
Veniva usato principalmente per il traino del cannone da campagna 18-pounder o per l'obice da 4.5-inch. In seguito venne utilizzato per il traino del cannone/obice da 25-pounder che andò a sostituire sia il 18-pounder che l'obice da 4.5-inch. In seguito in questo compito verrà quasi completamente sostituito dal trattore Morris CB Quad. 
Ne sono state realizzate versioni dotate di una carrozzeria modificata che venne utilizzata per il trasporto del cannone LAA (Light Anti-Aicraft), un cannone antiaereo da 40 mm prodotto dalla Bofors, nei reggimenti dotati di questa arma ed anche una versione da supporto dotata di gru.